# 莫納希山脈

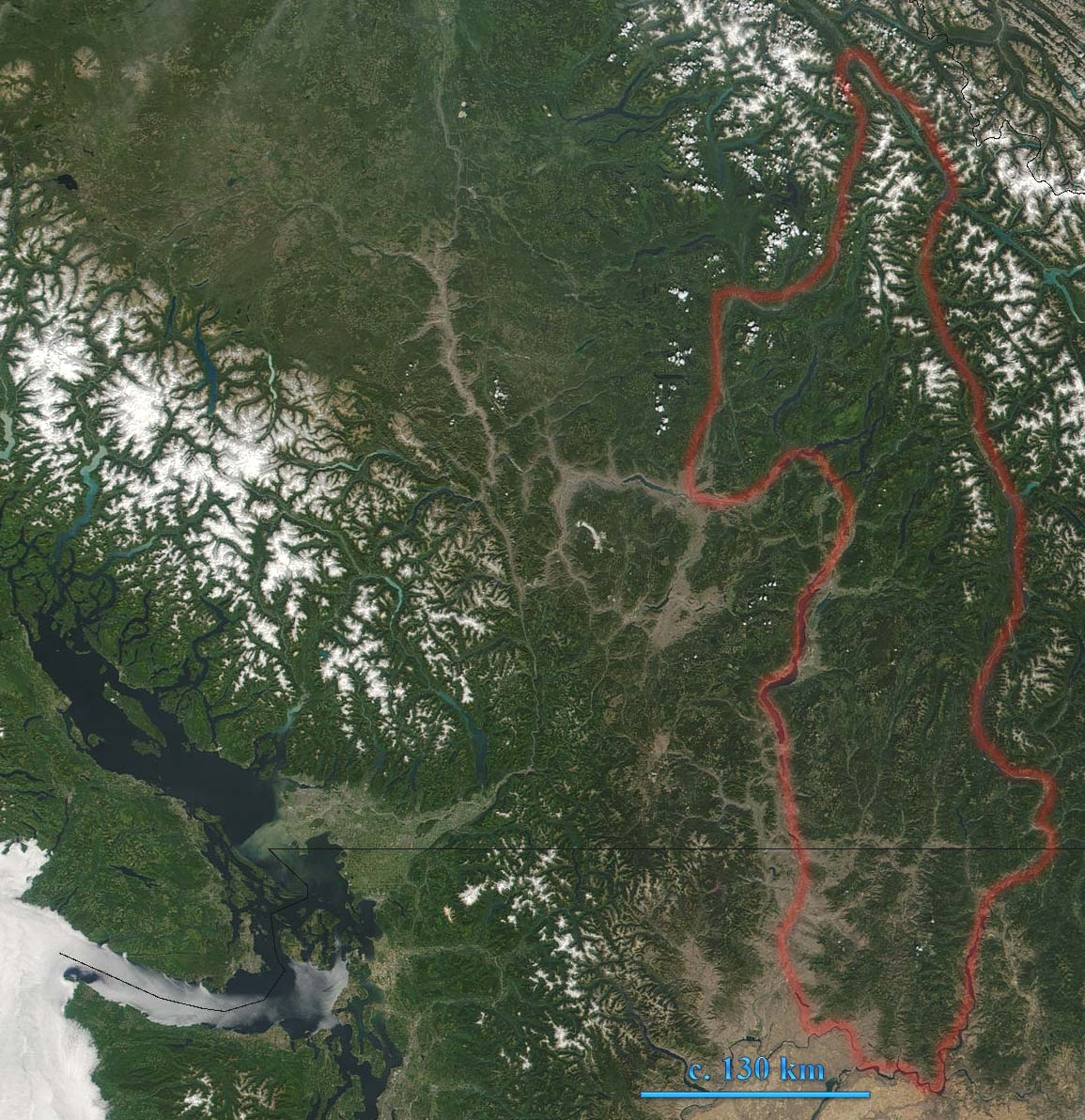

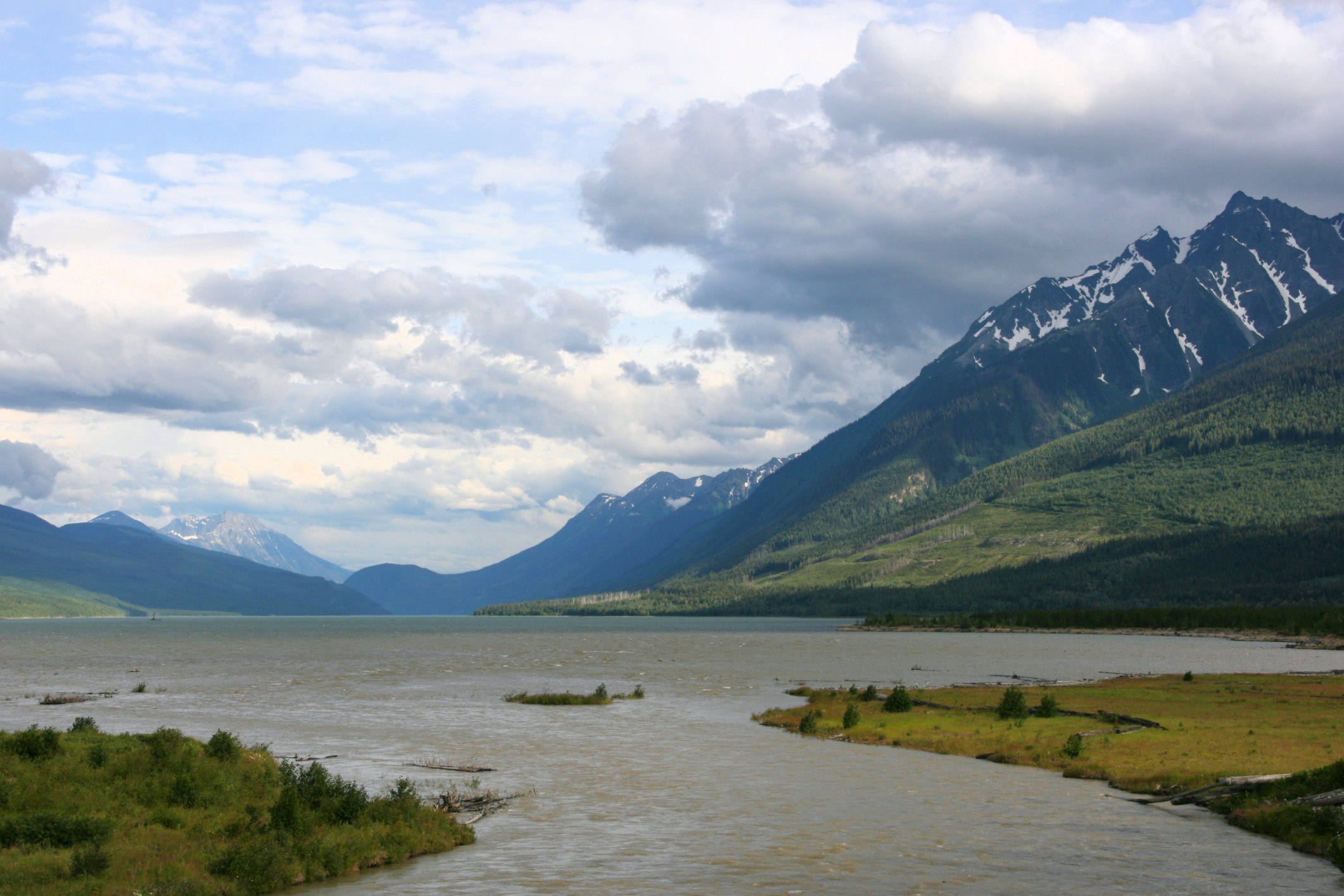

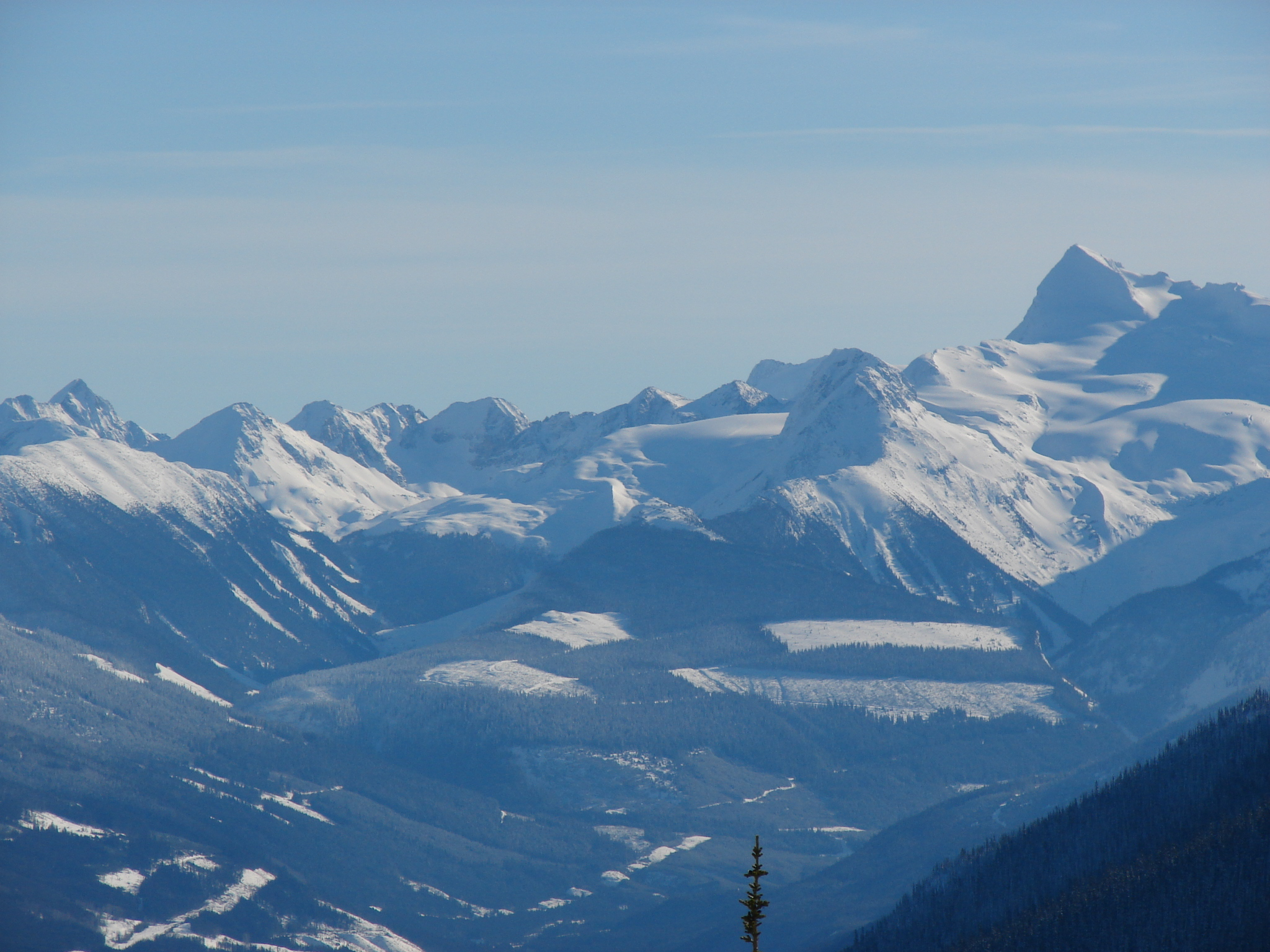

莫納希山脈（英語：Monashee Mountains）是北美洲的山脈，橫跨加拿大卑詩省和美國華盛頓州，屬於哥倫比亞山脈的一部分，長530公里、寬150公里，最高點海拔高度3,274米。

## 外部連結
- Peakbagger.com mountains info （页面存档备份，存于）
- Bivouac.com Hiking info and images （页面存档备份，存于）